# 爱维亚·瑟勒比之路
爱维亚·瑟勒比之路（Evliya Çelebi Way）是一条文化徒步路线，庆祝1671年奥斯曼土耳其绅士冒险家爱维亚·瑟勒比前往麦加的旅行。爱维亚曾用了40年时间，走遍了奥斯曼帝国。

## 路线
爱维亚·瑟勒比之路是一条长达600公里的线路，可供骑马、徒步和骑行。它开始于阿尔特诺瓦区的村庄 Hersek,位于伊兹密特湾的南岸，跟随爱维亚的朝圣之旅，经过伊兹尼克、耶尼谢希尔、伊內格爾、屈塔希亞（他的祖籍）、阿菲永卡拉希萨尔, 烏沙克, 埃斯基·吉迪兹和錫馬夫。严重的城市化阻碍了这条路进入伊斯坦布尔（他于1671年出发的地方），或布尔萨。
爱维亚·瑟勒比之路于2009年秋季，由一批土耳其和英国骑手和学者揭幕。一本英语和土耳其语的指南，介绍旅行的实用信息、地图、照片、历史和建筑背景、环境说明等。